# Право вето в Раді Безпеки ООН

Статистика використання права вето за країнами та періодами

Право вето в Раді Безпеки ООН — право вето, яким володіють п'ять постійних членів Ради Безпеки ООН (РБ): Велика Британія, Китай, Росія, США і Франція. Право вето дозволяє постійним членам РБ відкидати проєкт будь-яких змістовних резолюцій ООН, незалежно від рівня підтримки, якою користується цей проєкт. Право вето не поширюється на голосування з процедурних питань.

## Засади використання
Вето вважається накладеним, якщо який-небудь з постійних членів подає голос «проти» тієї чи іншої резолюції. Утримання від голосування не вважається накладенням вето.
Статут ООН не містить прямих згадок про право вето. Однак п. 3 статті 27 Статуту визначає, що рішення з усіх питань, крім процедурних, вважаються прийнятими, якщо за них подані «однакові голоси всіх постійних членів Ради, причому сторона, яка бере участь у суперечці, повинна утриматися від голосування під час ухвалення рішення на підставі Глави VI та на підставі пункту 3 статті 52.». Отже, голос постійного члена Ради, поданий проти розглянутого рішення, є по суті накладенням вето[джерело?]. Але тільки, якщо член Ради не представляє сторону, яка бере участь у суперечці.
Мета механізму вето полягає в тому, щоб запобігти дії ООН проти інтересів членів-засновників з урахуванням уроків Ліги Націй, де вето мав кожен член Ради і де відсутність обліку консенсусу країн, без згоди між якими практичне досягнення безпеки неможливо, призвело до непрацездатності організації.

## Критика та протидія використання
Статут ООН не передбачає механізмів протидії зловживання правом вето, коли один з постійних членів РБ ООН фактично блокує втручання ООН в ситуації, в яких такий член РБ ООН порушує міжнародне право. Використання права вето Росією під час її агресії проти України та з метою протидії здійсненню міжнародного суду над винними у збитті Боїнга MH17 біля Донецька у липні 2014 змусило країни-члени ООН здійснити спробу скасувати право вето.
|                   | Це схоже на ліцензію на вбивство, коли ти можеш розпочинати військові дії без мандату Організації Об’єднаних Націй, розпочинати агресію, робити анексію на території суверенної незалежної країни, як Україна, і потім в Раді Безпеки ООН заблокувати розслідування, дії у відповідь, для чого і була створена Рада Безпеки ООН як механізм глобальної безпеки. |
| — Петро Порошенко | |

## Видео
- Посол в ООН Сергій Кислиця про шанси забрати в Росії право вето та Небензю